# Oxydia obtusaria
Oxydia obtusaria är en fjärilsart som beskrevs av William Schaus 1912. Oxydia obtusaria ingår i släktet Oxydia och familjen mätare. Inga underarter finns listade i Catalogue of Life.